# Эльтерлайн
Эльтерлайн (нем. Elterlein) — город в Германии, в земле Саксония. Подчинён административному округу Хемниц. Входит в состав района Рудные Горы. Подчиняется управлению Гайер.  Население составляет 3092 человека (на 31 декабря 2010 года). Занимает площадь 45,87 км². Официальный код  —  14 1 71 090.
Город подразделяется на 3 городских района.